# Павлюк Юлія Валеріївна
Павлюк (ран. Приймак) Юлія Валеріївна (нар. 15 грудня 1984, м. Київ) — керівниця Центрального регіонального центру Координаційного штабу з питань поводження з військовополоненими, депутатка Вінницької міської ради, радниця голови Вінницької обласної ради, співзасновниця Благодійного Фонду "Стратегія Відродження України".  

## Освіта
Після закінчення школи вступила до Промислово-економічного коледжу Національного авіаційного університету та закінчила його у 2002 році за спеціальністю «Економіка підприємства».
У 2003 році закінчила Державну академію статистики, обліку та аудити Держкомстату України і отримала базову вищу освіту за напрямом підготовки «Економіка і підприємство» та здобула кваліфікацію бакалавра фінансів.
Закінчила у 2004 році Державну академію статистики, обліку та аудити Держкомстату України і отримала повну вищу освіту за спеціальністю «Фінанси» та здобула кваліфікацію магістра фінансів.
У 2013 році закінчила Національну академію внутрішніх справ і отримала повну вищу освіту за спеціальністю «Правознавство» та здобула кваліфікацію юриста.
У 2020 році здобула кваліфікацію інженер-будівник, закінчивши Відокремлений структурний підрозділ «Інститут інноваційної освіти Київського національного університету будівництва і архітектури» за спеціальністю «Будівництво та цивільна інженерія».
У 2021 році отримала диплом Національного університету Сінгапуру від Київської школи державного управління ім. С. Нижного

## Професійна діяльність
З вересня 2002 року до грудня 2003 року працювала на посаді бухгалтера у Київському інституті декоративно-прикладного мистецтва та дизайну.
У жовтні 2004 року призначено на посаду головного консультанта відділу організаційно-аналітичного забезпечення роботи керівника. Присвоєно 11 ранг державного службовця. 11 січня 2005 року, у зв’язку з реорганізацією структурних підрозділів апарату Головдержслужби, введенням в дію нової структури та штатного розпису переведено на рівнозначну вакантну посаду головного спеціаліста відділу організаційно-аналітичного забезпечення роботи керівника. 
У період з травня 2005 року по серпень 2006 року працювала у автомобільних салонах «Фокстрот-Авто» та Hyundai.
З 2008 по 2017 роки займала різні посади в слідчих та оперативних підрозділах Міністерства внутрішніх справ України. Закінчувала свою кар'єру в Департаменті внутрішньої безпеки та Департаменті комунікацій НП України, отримавши звання майора.
З 2019 по 2021 рік працювала у будівельній компанії, а до 2023 року обіймала посаду директора ТОВ «Рендінвест».
У 2020 році була обрана депутаткою Вінницької міської ради 8-го скликання на 6-му окрузі.
З грудня 2020 р. по квітень 2023 р. займалась адвокатською діяльністю, допомагала військовим та цивільним у розв’язанні їхніх питань, на волонтерських засадах.
У 2022 році співзаснувала Благодійний Фонд "Стратегія Відродження України".
На початку листопада 2022 року стала радницею Голови Вінницької обласної Ради
З червня 2022 р. співпрацювала з Координаційним штабом з питань поводження з військовополоненими, як правозахисник.
З листопада 2022 року по теперішній час є керівницею Центрального регіонального центру Координаційного штабу з питань поводження з військовополоненими. Регулярно бере участь у обмінах військовополонених. 

## Життєпис
У 2017 році переїхала на постійне проживання у м. Вінниця. Виховує 3-х дітей: два сини та доньку.
У 2024 році вийшла заміж та змінила своє прізвище на Павлюк